# Jubileuszowy Zlot Stulecia Harcerstwa „Kraków 2010”

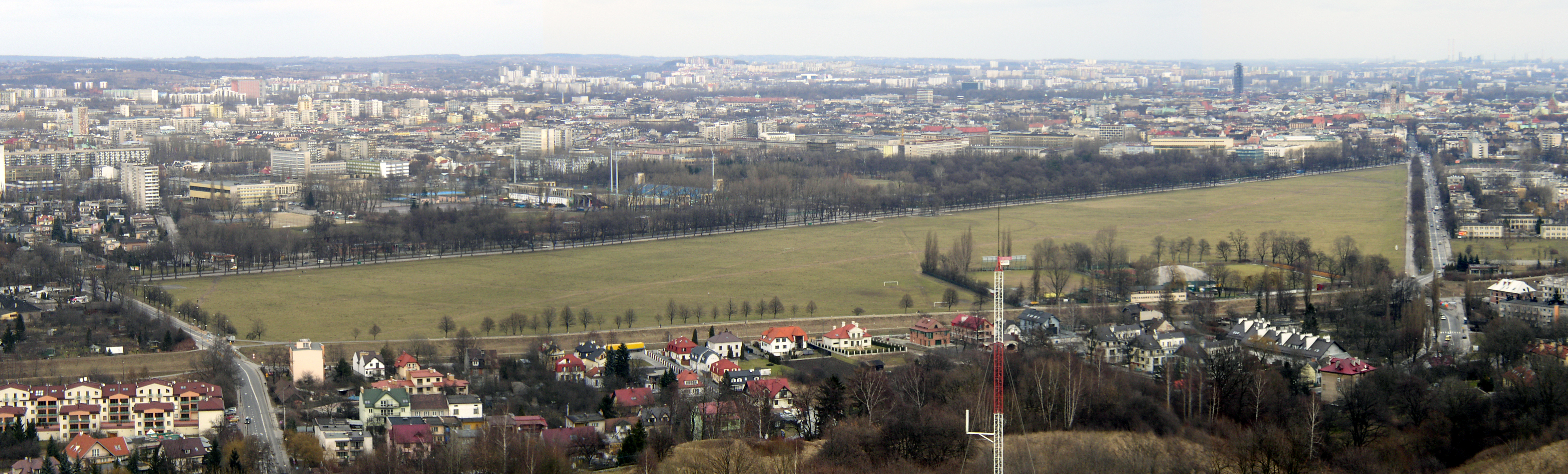
Błonia krakowskie - miejsce Zlotu (widok z Kopca Kościuszki)

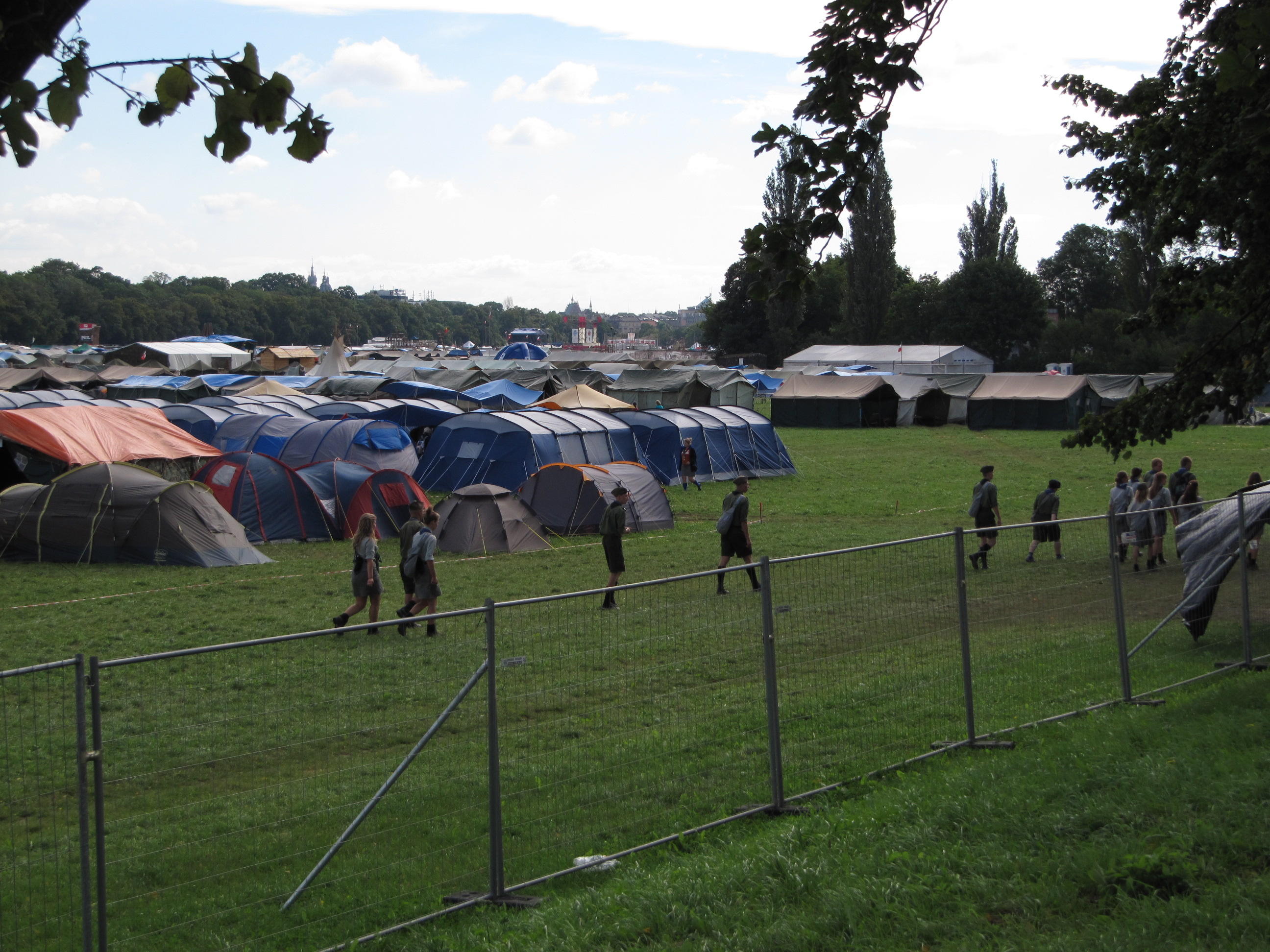
Błonia krakowskie, sierpnia 2010

Jubileuszowy Zlot Stulecia Harcerstwa „Kraków 2010” – zlot harcerski, zorganizowany przez Związek Harcerstwa Polskiego w dniach 16-24 sierpnia 2010 w Krakowie, dla uczczenia 100. rocznicy powstania harcerstwa.
Potrzebę organizacji zlotu zaakcentował XXXIII Zjazd ZHP, obradujący w dniach 1–4 grudnia 2005, w uchwale w sprawie 100-lecia skautingu i 100-lecia harcerstwa.
Miasteczko zlotowe zlokalizowane było na Błoniach krakowskich. W zlocie wzięło udział ok. 9.000 uczestników.
W inauguracji zlotu, która odbyła się w dniu 17 sierpnia 2010, uczestniczył prezes Rady Ministrów Donald Tusk – honorowy patron zlotu. W dniu 22 sierpnia 2010 Zlot odwiedził prezydent Rzeczypospolitej Polskiej Bronisław Komorowski.  
Komendantem zlotu był hm. Krzysztof Budziński – zastępca Naczelnika ZHP.

## Komenda zlotu
- hm. Krzysztof Budziński – komendant
- hm. Emilia Kulczyk-Prus – zastępca komendanta ds. programowych
- hm. Tomasz Fliszkiewicz – zastępca komendanta ds. organizacyjnych
- hm. Leszek Adamski – członek komendy
- phm. Olga Wesołowska – członkini komendy, szef Biura Zlotu
- phm. Karol Gzyl – członek komendy, szef Centrum Medialnego i Nadawczego
- ks. phm. Ronald Kassowski – kapelan zlotu